# Lockheed AH-56 Cheyenne
«Шайе́нн» (англ. Cheyenne [ʃaɪˈæn], общевойсковой индекс — AH-56) — американский боевой вертолёт, созданный корпорацией Lockheed. Разрабатывался как вертолёт сопровождения для транспортных вертолётов армейской авиации, но из-за сложностей практической реализации заложенных амбициозных требований проект был закрыт в 1972 году и до серийного производства дело не дошло. В дальнейшем его место занял AH-64. «Шайенн» и его гражданский вариант «модель 286» — два из немногих вертолётов и винтокрылых машин вообще, лётные характеристики которых позволяют выполнять фигуры сложного и высшего пилотажа, в частности переворот, мёртвую петлю и бочку.

## История разработки
Работы над тем, что впоследствии стало «Шайенн», стартовали по распоряжению Министра армии США Сайруса Вэнса в марте 1963 года приступить к созданию летательного аппарата огневой поддержки сухопутных войск с мощным противотанковым вооружением и стрелково-пушечным вооружением обеспечивающим ведение огня на подавление (suppressive fire weapons system). Исходно проект перспективного вертолёта носил название «усовершенствованная авиационная система огневой поддержки» (Advanced Aerial Fire Support System, сокр. AAFSS, [əɪfɪs] чит. «Эйфисс»). Бортовое радиоэлектронное оборудование вертолёта должно было обеспечить ему одинаково высокие боевые возможности в любое время суток при любой погоде, то есть всепогодность и круглосуточность применения. Исходно, разработка вертолёта и его подсистем велась под особенности Центральноевропейского ТВД, в расчёте на возможный безъядерный конфликт в Европе против СССР и сил Организации Варшавского договора, перво-наперво для борьбы с советскими танковыми колоннами, а также для обеспечения поддержки с воздуха сухопутных сил США в Европе, ведения разведки и сопровождения собственных мехколонн. Организационно тактические вертолётные подразделения предполагалось сводить не в части армейской авиации, а в линейные части сухопутных войск в подчинении у общевойсковых командиров (для сокращения времени на согласование между разными родами войск при других условиях). Авионика (БРЭО) вертолёта имела интегрированные в неё подсистемы управления полётом, навигации, управления ракетным вооружением и артиллерийским огнём. От уже имеющихся на вооружении ударных вертолётов, «Эйфисс» отличало наличие компьютеризованной полностью цифровой системы управления вооружением, позволявшей вести огонь вслепую по приборам, специально разрабатываемой для неё группой компаний военной промышленности, в то время как иные вертолёты использовали либо аналоговые системы, либо вообще имели только дневные оптико-механические прицельные приспособления для управления огнём в условиях нормальной видимости.

### Конкурс
Выбор подрядчика осуществлялся на конкурсной основе, по результатам конкурса им стала компания Lockheed-California Company в Ван-Найсе, штат Калифорния (калифорнийский филиал корпорации Lockheed Aircraft Corp.), с которой в марте 1966 года был заключён контракт с фиксированной ценой и поощрительным вознаграждением. Проект получил индекс AH-56A и словесное название «Шайенн». В 1967 году с Lockheed было заключено предварительное соглашение о закупке в дальнейшем 375 вертолётов после доработки и устранения замечаний и недостатков, обнаруженных в ходе испытаний, — что было предусмотрено закупочным планом Армии США, принятым в январе 1968 года. Однако, технические проблемы связанные с системой управления несущим винтом привели к тому что в мае 1969 года армейское командование расторгло контракт на серийное производство, последовавшая череда судебных разбирательств, инициированных компанией-подрядчиком в связи с упущенной выгодой серьёзно повлияла на календарный график опытно-конструкторских работ (Lockheed судилась с подчинёнными военными министерствами в структуре Министерства обороны США по целому ряду проектов, которые либо были отменены вообще, либо произошёл отказ от закупок). Указанное обстоятельство отрицательно сказалось на ход работ.

### Разработка
Вертолёт разрабатывался по контракту на сумму $12,7 млн, заключённому Армией США с корпорацией Lockheed Aircraft Corp. и предусматривавшему поставку десяти опытных прототипов для лётных испытаний. По проекту под обозначением АН-56А «Cheyenne» Lockheed построила комбинированный вертолёт-винтокрыл с изящным фюзеляжем и крыльями малого размаха с экипажем из двух человек. Для вертолёта был специально разработан газотурбинный двигатель T-64-12 мощностью 3,4 тыс. л. с. обеспечивающий вертолёту крейсерскую скорость 370 км/ч и разрабатывалась усовершенствованная система управления вооружением вертолёта.

### Субподрядчики
В работе над «Шайенн» Lockheed ассистировало свыше трёхсот компаний-субподрядчиков. Учитывая расположение генерального подрядчика, основная масса субподрядчиков территориально располагались так же в Калифорнии, из которых большинство в Лос-Анджелесе. Основными субподрядчиками Lockheed в работе над вертолётом выступали:
- Системный менеджмент, встроенная система сбора и обработки технических данных (ITDS) — TRW Systems, Inc., Вашингтон, округ Колумбия; Communications & Systems, Inc., Нью-Джерси;
- Устройства отображения информации, радиолокационная станция следования рельефу местности — United Aircraft Corp., Norden Systems Division, Норуолк, Коннектикут;
- Авиадвигатель — General Electric Co., Aircraft Engines Division, Вест-Линн, Массачусетс;
- Контрольно-измерительная аппаратура работы двигателя и расхода горючего — Simmonds Precision Products, Inc., Тарритаун, Лонг-Айленд;
- Трансмиссия, приводная система — Kelsey-Hayes Corp., Steel Products Engineering Co., Спрингфилд, Огайо;
- Автоматическая бортовая система управления — Honeywell, Inc., Avionics Division, Миннеаполис, Миннесота;
- Система управления полётом — Sperry-Rand Corp., Flight Systems Division, Финикс, Аризона;
- Навигационная система — Singer-General Precision, Inc., GPL Division, Плезантвиль, Нью-Йорк;
- Система управления вооружением — Emerson Electric Co., Сент-Луис, Миссури (разработка); TRW Systems Group, Systems Engineering and Integration Division, Редондо-Бич, Калифорния (интеграция);
- Центральный вычислительный комплекс — Teledyne Systems Corp., Хоторн, Калифорния; Нортридж, Калифорния;
- Радиостанция — General Telephone & Electronics Corp., Sylvania Electric Products, Inc., Уильямсвилл, Нью-Йорк;
- Коммутатор и антенна — Transco Products, Inc., Венис, Калифорния;
- Интерактивный шлем — Sperry-Rand Corp., Univac Federal Systems Division, Сент-Пол, Миннесота;
- Оптико-электронный нашлемный прицел — Honeywell, Inc., Systems & Research Division, Миннеаполис, Миннесота;
- Механические прицельные приспособления пилота — Chicago Aerial Industries, Inc., Bourns/CAI Systems, Inc., Баррингтон, Иллинойс;
- Комплекс управляемого противотанкового ракетного вооружения, лазерный дальномер, ночной прицел наведения ПТУР — Hughes Aircraft Corporation, Калвер-Сити, Калифорния;
- Подвесные орудийные блоки неуправляемых авиационных ракет — Chromcraft Corp., Сент-Луис, Миссури;
- Панель управления вооружением, индикаторы расхода боеприпасов, наличия и исправности ракет — Bendix Corp., Navigation & Control Division, Тетерборо, Нью-Джерси;
- Поворотное кресло оператора — General Electric Co., Aircraft Equipment Division, Джонсон-Сити, Нью-Йорк;
- Носовая турель — General Electric Co., Armament and Electrical Systems Dept., Бингемтон, Нью-Йорк;
- 20-мм трёхствольная пушка XM197 — General Electric Co., Armament Division, Берлингтон, Вермонт;
- 30-мм пушка XM140 — Philco-Ford Corp., Aeronutronic Division, Ньюпорт-Бич, Калифорния;
- 7,62-мм шестиствольный пулемёт XM196 — General Electric Co., Armament Division, Берлингтон, Вермонт;
- Несущий винт — Parsons Corp., Траверс-Сити, Мичиган;
- Толкающий винт и редуктор, коробка приводов — United Aircraft Corp., Hamilton-Standard Co., Виндзор-Локс, Коннектикут;
- Приводы рулевого устройства — Bertea Corp., Ирвайн и Пасадена, Калифорния;
- Рулевой агрегат — Nash Controls, Inc., Колдуэлл, Нью-Джерси; Talley Corp., Newberry Park, Ньюбери-Парк, Калифорния;
- Командный рычаг — Wemac, Inc., Инглвуд, Калифорния;
- Пусковой двигатель, гидронасосная система — Sperry-Rand Corp., Vickers, Inc., Детройт, Мичиган;
- Трубопроводы гидравлики и топливные клапаны — Sterer Engineering & Mfg. Co., Лос-Анджелес, Калифорния;
- Гидротормоза, клапаны гидравлики — Ronson Hydraulic Units Corp., Дуарти, Калифорния;
- Фильтрующий узел гидросистемы, гаситель автоколебаний шасси — Conair, Inc., Глендейл, Калифорния;
- Топливные и масляные фильтры — Aerospace Components Corp., Лос-Анджелес, Калифорния;
- Преобразователи — Kaylico Electronics, Inc., Чатсуорт, Калифорния;
- Термоэлектрическая система охлаждения лазерных и электрических подсистем — Garrett Corp., AiResearch Mfg. Co., Финикс, Аризона;
- Теплообменник — Stewart-Warner Corp., Лос-Анджелес, Калифорния;
- Система пожарной сигнализации — Pyrotector, Inc., Хингем, Массачусетс;
- Система пожаротушения — Walter Kidde & Co., Inc., Белвилл, Нью-Джерси;
- Протектированные (самозатягивающиеся) топливные баки и резервуары для масла — UniRoyal-Dominion Rubber Co., Ltd., Китченер, Онтарио;
- Регулятор подачи топлива — Schultz Tool & Mfg. Co., Сан-Габриэль, Калифорния;
- Топливоподкачивающий насос — TRW, inc., Accessories Division, Кливленд, Огайо;
- Фонарь — Fortin Plastics, Inc., Согас, Калифорния;
- Бронестекло — Libbey Owens-Ford Glass Co., Толидо, Огайо;
- Ветроустойчивая система очистки стёкол — Alco Valve Co., Сент-Луис, Миссури;
- Вентиляторная установка — Task Corp., Анахайм, Калифорния;
- Система регулирования температуры в кабине — Fairchild-Hiller Aircraft Corp., Бэй-Шор, Лонг-Айленд;
- Регулятор температуры лобового стекла — Dynamic Controls Corp., Саут-Виндзор, Коннектикут;
- Стойки шасси — Royal Industries, Inc., Санта-Ана и Пасадена, Калифорния;
- Прессованные детали — G. W. Baudy Co., Бербанк, Калифорния; Tierney Metal & Supply Co., Хоторн, Калифорния; Pioneer Aluminum, Inc., Лос-Анджелес, Калифорния; Harvey Aluminum Co., Торренс, Калифорния;
- Штампованные детали — Shiek Products, Inc., Белмонт, Калифорния; Pacific Forge, Inc., Фонтана, Калифорния; Alcoa Aluminum, Лос-Анджелес, Калифорния; Ladish Pacific Co., Лос-Анджелес, Калифорния; Reisner Metals, Inc., Лос-Анджелес, Калифорния; California Drop Forge Co., Лос-Анджелес, Калифорния; Coulter Steel & Forge Co., Лос-Анджелес, Калифорния; Earle M. Jorgensen Co., Лос-Анджелес, Калифорния; Asax Forge Co., Лос-Анджелес, Калифорния; Weber Metals & Supply Co., Парамаунт, Калифорния; Bergman Mfg. Co., Сан-Рафаэль, Калифорния; Reisner Metals, Inc., Саут-Гейт, Калифорния; Harvey Aluminum Co., Торренс, Калифорния; Wyman-Gordon Co., Вустер, Массачусетс; Kaiser Aluminum & Chemical Corp., Эри, Пенсильвания; Alcoa Cleveland Works, Кливленд, Огайо; Park Drop Forge Co., Кливленд, Огайо;
- Литые детали — Sparton Casting Corp., Буэна-Парк, Калифорния; Linmold Co., Комптон, Калифорния; Precision Castings, Inc., Коста-Меса, Калифорния; Rayson Casting & Mfg. Co., Inc., Гардина, Калифорния; Hollywood Alloy Casting Co., Голливуд, Калифорния;  Allied Aluminum Co., Хантингтон-Парк, Калифорния; Aluminum Extrusion Co., Лос-Анджелес, Калифорния; A. L. Johnson Co., Inc., Монровия, Калифорния; Precision Founders, Inc., Сан-Леандро, Калифорния.

Средняя оптовая закупочная стоимость вертолёта на момент прекращения проекта составляла $4,6 млн. Стоимость авионики составляла около половины от стоимости вертолёта (то есть, почти $2,3 млн).

### Испытания
Выкатывание вертолёта для прессы состоялось в июне 1967 года на площадке авиационного завода Lockheed в Ван-Найсе, в присутствии менеджмента корпорации и высших чинов Управления научно-исследовательской работы Армии США Лётные испытания начались 21 сентября 1967 года, а в начале 1968 года армия США заключила контракт на первую партию из 375 серийных летательных аппаратов. Была построена первая партия из 10 машин, однако технические сложности разработки привели к разрыву контракта в августе 1972 года.

### Конкурирующие образцы
Чтобы быть принятым на вооружение Армии США Cheyenne предстояло пройти намеченные на август 1972 года совместные внутриармейские испытания с двумя другими перспективными вертолётами класса «ганшип» — Sikorsky S-67 Blackhawk и Bell 309 KingCobra, находившимися на тот момент в стадии опытно-конструкторских работ. К началу сравнительных лётных испытаний трёх вертолётов Cheyenne имел налёт 1570 лётных часов над Юмским испытательным полигоном в Аризоне и в значительной степени превосходил требования ТТЗ к нему, как в части лётно-технических, так и в части тактико-технических характеристик. Кроме прототипов армейских вертолётов, конкуренцию в межвидовом соревновании составляли перспективные штурмовики Northrop YA-9 и Fairchild YA-10A (ВВС США), а также закупавшийся в Великобритании палубный многоцелевой истребитель AV-8A Harrier (КМП США).

### Завершение проекта
Причиной отказа от программы послужили противоречия с военно-воздушными силами относительно боевого назначения «Шайенн», а также общая политическая обстановка, касающаяся военных программам закупки, вызвавшая корректировку первоначальных требований к ударному вертолёту в пользу двухдвигательной машины обычной схемы, как менее сложной, и обладающей повышенной боевой живучестью.

## Устройство

### Фюзеляж
Вертолёт имел крыло малого размаха, убирающиеся шасси.
Был оснащён турбовальным двигателем General Electric Т64-GE-16, развивавшим мощность 2927кВт и вращавшим четырёхлопастные несущий и хвостовой винты, плюс трёхлопастный воздушный толкающий винт на хвосте машины.

### Кабина
Пилоты размещались на поворотных креслах, оператор бортового вооружения имел нашлемный прицел.

### Вооружение
Стрелково-пушечное вооружение вертолёта было представлено 30-мм авиапушкой на подфюзеляжной артиллерийской гондоле кругового вращения (способной вести обстрел любых целей с оборотом на 360°), огнём из которой управлял оператор бортового вооружения, а также носовую турель для установки 7,62-мм шестиствольного пулемёта с вращающимся блоком стволов типа Гатлинг или 40-мм автоматического гранатомёта, которой мог пользоваться пилот в качестве курсового вспомогательного оружия для обстрела целей в передней полусфере. Оба указанных образца ствольного вооружения имели беззвеньевое ленточное питание с гибким рукавом, боекомплект к ним размещался будучи уложен по спирали в бочкообразных магазинах, расположенных позади кабины экипажа, загрузочный лоток и выходная часть рукава подачи снарядов располагалась под креслом пилота. На подкрыльевых узлах подвески размещались противотанковые управляемые ракеты «Тоу» или подвесные контейнеры 70-мм неуправляемых авиационных ракет (на 152 ракеты), или комбинация двух указанных типов ракет. Для обстрела целей защищённых дымовой завесой или скрытых в тумане, а также для прицельной стрельбы в темноте, пилот и оператор имели тепловизионные ночные прицелы. Интегрированный в СУВ неодимовый лазерный дальномер обеспечивал точный замер расстояния до цели, её скорости и направления движения, скорости сближения с ней или удаления от неё и курсового параметра, от членов экипажа требовалось только нажатие на гашетки.

### Защита
Бронированный корпус вертолёта обеспечивал защиту от наземного обстрела с 12,7-мм зенитных пулемётов, а протектированные (самозатягивающиеся) топливные баки были защищены от детонации топлива в случае пробивания их бронебойными пулями. Двигательная установка была оборудована экранно-выхлопным устройством для снижения риска обстрела самонаводящимися зенитными управляемыми ракетами и УРВВ с ИК ГСН, съёмная станция постановки направленных радиолокационных помех предназначалась для предотвращения риска обстрела управляемыми ракетами с АРГСН и ПАРГСН.

## Лётно-технические характеристики
- Экипаж: 2 чел (пилот и оператор вооружения)
- Силовая установка: 1 × General Electric T64-GE-16 мощностью 2580 кВт
- Диаметр несущего винта: 15,36 м
- Длина: 18,30 м
- Высота: 4,10 м
- Взлётный вес: 13 600 кг
- Вес пустого: 5320 кг
- Макс. скорость: 408 км/ч
- Дальность: 1971 км (AH-56A)

«Шайенн» развивал непревзойдённую скорость у земли, продемонстрировав максимальную скорость 407 км/ч.